# Jerolim Bizanti
Jerolim (Jeronim) Bizanti (Kotor, 1533. – Lepant, 7. listopada 1571.), hrvatska vojna osoba iz Crne Gore. Bio je zapovjednik bokeljskog brodovlja u mletačkoj službi i sudionik bitke kraj Lepanta u kojoj je poginuo.
Iz obitelji Bizanti, plemićke obitelji Hrvata iz Kotora.
Jerolimova je obitelj dala nekoliko zaslužnih pomoraca-vojnika (npr. Marin, druga pol. 14. st., te Juraj i Marin, XV st.). Kao zapovjednik bokeljskog brodovlja u mletačkoj službi istaknuo se u više bitaka protiv Turaka i gusara na Sredozemlju. Zapovijedajući kotorskom ratnom galijom »San Trifone«, sudjelovao je i poginuo u bitci kod Lepanta.